# Joe Pike
(Segreteria telefonica di Joe Pike)
Joseph "Joe" Pike è un personaggio di fantasia creato da Robert Crais. Protagonista, insieme al suo amico e socio Elvis Cole, di una serie di romanzi, Pike è stato un personaggio misterioso fino al romanzo L.A. Killer, dove la sua storia viene svelata attraverso dei flashback.

## Biografia
Pike cresce in una famiglia problematica, con il padre afroamericano, alcolizzato e violento. A nove anni, dopo che suo padre ha picchiato sia lui che sua madre, Pike fugge nel bosco vicino a casa e, mentre ascolta i rumori della litigata che viene da casa sua, promette a sé stesso tre cose: Diventerò forte; Non soffrirò.; Non sarà sempre così.
A quattordici anni, mentre si allena nei boschi seguendo le istruzioni di un manuale dei Marines di seconda mano che ha acquistato, Pike si imbatte in due ragazzi e una ragazza più grandi che vogliono bruciare vivo un gatto. Pike riesce a far fuggire il gatto, provocando così la reazione di uno dei ragazzi che lo picchia selvaggiamente e lo abbandona in mezzo al bosco svenuto. Pochi giorni più tardi Pike, armato di una mazza da baseball, affronta il ragazzo e gli rompe un ginocchio, rendendolo così inabile al servizio militare e salvandolo dalla Guerra del Vietnam.
È la stessa guerra che Pike si trova ad affrontare, dopo essersi arruolato nei Marines. Scelto per far parte delle forze di ricognizione, Pike combatte negli ultimi mesi di guerra, guadagnandosi due Bronze Star e due Purple Heart. Successivamente Pike si arruola nel LAPD, diventando ben presto un agente decorato. Alla domanda di uno dei suoi addestratori del perché si sia arruolato, Pike risponde: "Volevo fare del bene". La sua carriera nel LAPD è però bruscamente interrotta quando Pike viene coinvolto nella morte del suo collega, apparentemente in difesa di un pedofilo. In realtà il suo collega si è suicidato, ma per evitare che la vedova del collega (nonché grande e unico amore di Pike) perdesse la pensione Pike mente e lascia il LAPD. È a questo punto che Pike apre la sua armeria e si lega a Elvis Cole, diventando un amico e socio nell'agenzia di investigazioni.
Esperto di arti marziali, ha imparato il Wing Chun nei Marines ed è esperto anche nel Taekwondo, nel Dim Mak e nello Hatha Yoga. Indossa sempre una felpa grigia senza maniche, jeans Levi's e occhiali da sole (a qualsiasi ora del giorno e della notte), che nascondono i suoi occhi blu intenso. Ha due tatuaggi, che rappresentano delle frecce rosse dirette verso l'esterno, sui deltoidi. È nota la sua mancanza di senso dell'umorismo; Cole stesso racconta di non averlo mai visto ridere e neppure sorridere, ma soltanto muovere leggermente gli angoli della bocca. Pike ama leggere e correre; guida una Jeep Cherokee rossa che tiene perfettamente pulita. Porta sempre con sé una Colt Python. 357 armata con proiettili pesanti.

## Curiosità
- Pike è stato accusato più volte di essere un arsenale vagante. Oltre alla sua Python, Pike porta con sé o nella sua jeep una Walther TPH. 22, una Beretta. 25, una Sig. 380, un fucile a pompa e un coltello da combattimento dei Marines.
- Nel 2007, Robert Crais ha pubblicato la prima storia che vede Pike come protagonista ed Elvis Cole come co-protagonista. È L'angelo custode.